# Мартин чорнокрилий

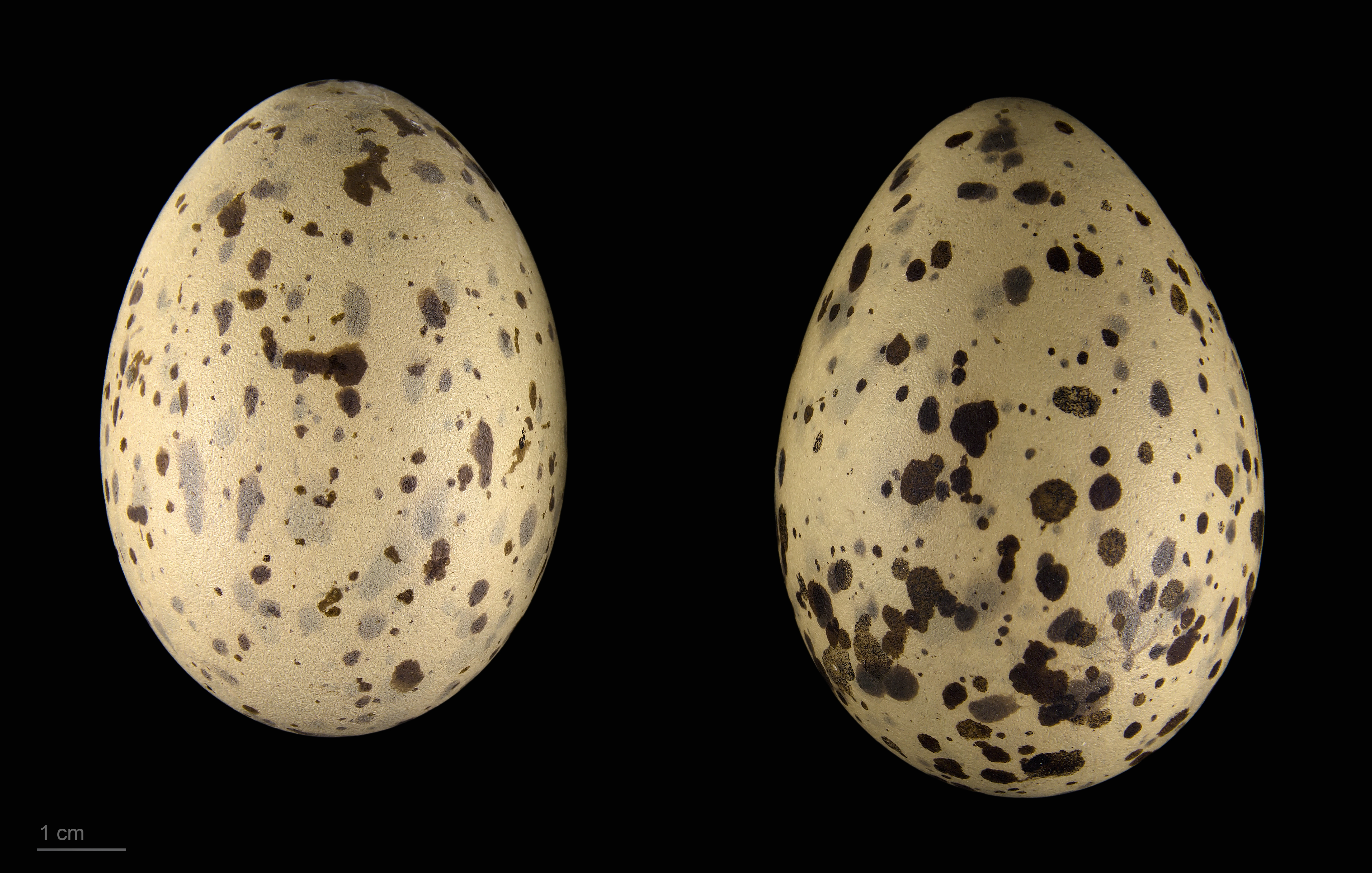
яйце Larus fuscus graellsii - Тулузький музей

Мартин чорнокрилий (Larus fuscus) — великий птах родини мартинових, що гніздиться на атлантичному та північному узбережжі Європи, а зимує від Британських островів до Західної Африки, з окремими популяціями (ймовірно Ісландськими) в Північній Америці. В Україні нечисленний пролітний та зимуючий птах.

## Опис
Маса тіла 0,6-1,2 кг, довжина тіла 52-67 см, розмах крил 128-148 см. У дорослого птаха в шлюбному вбранні спина і крила зверху сірувато-чорні; решта оперення біла; на верхівці зовнішніх першорядних махових пер білі плями, по краю внутрішніх першорядних і другорядних махових пер проходить вузька біла смуга; навколоочне кільце червоне; дзьоб жовтий, спереду на нижній щелепі червона пляма; ноги і райдужна оболонка ока жовті; у позашлюбному оперенні на голові і волі невеликі бурі плями. У молодого птаха першого року життя пера спини і верху крил темно-бурі, зі світлою облямівкою; махові пера темно-бурі, другорядні - з білою верхівкою; решта оперення бурувата, з темнішими рисками і плямами на голові, шиї, волі та боках тулуба; основа хвоста світла, на кінці хвоста темно-бура широка смуга; дзьоб темно-бурий; ноги рожевуваті; райдужна оболонка ока коричнева; навколоочного кільця нема; в наступні два роки в оперенні поступово більшає сірого, сірувато-чорного і білого кольорів.

## Розмноження
Гніздяться на прибережних скелях і острівцях, часто колоніями. Відкладає 2-3 яйця.